# Felice e Adautto
Felice e Adautto sono una coppia di martiri cristiani, uccisi forse durante le persecuzioni di Diocleziano. Il loro culto come santi risale almeno al IV secolo ed è documentato da un carme loro dedicato da papa Damaso I.
Il pontefice, attraverso la collaborazione del prete Vero, curò anche la monumentalizzazione dei loro sepolcri nel cimitero di Commodilla sulla attuale via delle Sette Chiese presso la via Ostiense.
L'elogio di Damaso li dice fratelli; secondo una passio successiva (VII secolo) e leggendaria, invece, Felice era un prete condannato a morte per essersi rifiutato di sacrificare agli idoli e, mentre veniva condotto al luogo del supplizio, un altro cristiano confessò la sua fede e subì la stessa condanna. Poiché dell'altro martire si ignorava il nome, venne chiamato adauctus, ovvero "aggiunto".
La basilica ipogea dei Santi Felice e Adautto nel cimitero di Commodilla fu edificata sotto il pontificato di Giovanni I e fu riscoperta da Orazio Marucchi grazie agli scavi eseguiti tra il 1903 e il 1905 dalla Pontificia commissione di archeologia sacra.
Il loro elogio si legge nel Martirologio Romano al 30 agosto. Erano commemorati alla stessa data nel Martirologio di Usuardo (IX secolo); invece nel Martirologio Geronimiano si legge, ma solo alla data del 29 agosto, questo latercolo nel quale si potrebbero riconoscere i due santi: Romae, via Ostense, natalis sanctorum Felicis, Candidae virginis, Foriciae, Adausiae, Gemellinae cum sociis eorum.